# Síndrome nefrítica
A síndrome nefrítica se refere ao conjunto de sintomas característicos de inflamação dos glomérulos renais (glomerulonefrite). Os glomérulos formam néfrons, a parte dos rins que filtram o sangue de substâncias indesejadas. Quando a inflamaçao é muito grande as membranas de filtração permitem a passagem de células sanguíneas e proteína. Não confundir com síndrome nefrótica, na qual não há perda de hemácias na urina.

## Características
Essa síndrome é caracterizada por:
- Inchaço (Edema), por aumento da pressão hidrostática;
- Hipertensão arterial;
- Urina escura por passagem de sangue (Hematúria);
- Perda de proteínas na urina (Proteinúria), ate 3,5 g em 24 horas (adulto);
- Aumento da creatinina sérica;
- Urinar pouco (oligúria).

## Causas
Pode ser causada por:
- Infecções bacterianas, principalmente após infecção estreptocócica de grupo A.
- Infecção viral (infecção por Coxsackievirus, Citomegalovírus, Epstein-Barr, Hepatite B, Hepatite C, Herpes zoster, Sarampo, Caxumba ou Varicela);
- Infecção parasitária (malária, toxoplasmose ou esquistossomose)
- Transtornos do tecido conjuntivo (poliangiites)
- Autoimune (Glomerulonefrite lúpica, Síndrome de Goodpasture, Púrpura de Henoch-Schönlein ou Nefropatia por IgA);
- Transtornos genéticos (Síndrome de Alport)
- Toxina Shiga (Síndrome hemolítico-urêmica)
- Induzida por fármacos (quinina, cisplatina, gemcitabina ou mitomicina C)

## Diagnóstico
Para o diagnóstico de síndrome nefrítico é necessário detectar:
- Hematúria (microscópica ou macroscópica);
- Urina 24h menor a 400ml;
- Hipertensão arterial moderada (mais de 130/80);
- Mais de 1g de proteína em urina.

Se a causa não está clara, os exames para identificar a causa da síndrome nefrítica aguda podem incluir:
- Anticorpo antinuclear (ANA)
- Anticorpo antimembrana basal glomerular (ABMA)
- Anticorpo anticitoplasma de neutrófilo (ANCA)
- Cultura de sangue, garganta ou da pele
- Complemento de soro (C3 e C4)
- Biópsia renal

## Tratamento
Depende da causa, mas geralmente inclui o uso de anti-hipertensivos, anti-inflamatórios não esteroides, redução do consumo de sal, administrar soro hipotônico com íons (para corrigir deficiência de potássio, cálcio, cloro ou magnésio) e repouso prolongado. Em casos graves pode ser necessário diálise. 